# パパにはヒ・ミ・ツ
『パパにはヒ・ミ・ツ』（原題：『8 Simple Rules for Dating My Teenage Daughter』）は、アメリカのABCで2002年9月17日から放送されたシチュエーション・コメディ。
主人公を演じたジョン・リッターが亡くなった後も続けられたが、シーズン3で終了。最終話は2005年4月15日に放送された。日本ではNHK教育テレビでシーズン2まで放送された（シーズン3は放送されていない）。2007年には、7月27日から8月4日深夜にかけてシーズン1・2の全エピソードが集中放送された。

## ジョン・リッターの死
2003年9月11日、このドラマで父親役を演じたジョン・リッターは同作品の撮影中に倒れスタッフにより病院へ運ばれたが、その日の夜に大動脈解離で亡くなった。リッターの死を受け、ABCは「ドラマは継続し、リッターが演じたポールの死をドラマ内に組みこむ」と発表。2003年11月4日、アメリカでは1時間のエピソード（「さよならパパ（Goodbye）」）として放送された（日本版では2週に分けて放送）。
第2シーズン第4話『さよならパパ（前編）』は、冒頭からジョン演じるポールが登場しないまま、家族が「彼が買い物中に倒れ、死亡した」と連絡を受けるところから始まっている。そのため、事情を知らない視聴者の中には「最後には何かしらのオチがあるのでは」と考える者も少なくなかった。
なお、アメリカで放送された際は母ケイト役のケイティ・サガールがリッターの訃報や展開について語るシーンが本編開始前に30秒程度挿入されていたので、日本の視聴者のように第4話の急な展開に戸惑う者はいなかったようである。

## キャスト
ポール・ヘネシー
演：ジョン・リッター/日本語吹き替え - 水島裕
元スポーツライターで、コラムライターとして在宅しながら仕事をしている父親。シーズン1からシーズン2の前半までのこのドラマの主人公。スポーツ担当の頃は家にいられない生活を送っていたが、妻の復職を機に新聞コラムに移り、家の用事や子供の世話もすることになった。3人の子供たちに振りまわされながら、日々を過ごしている。娘の交際や行動にうるさく口を出すことから煙たがられたり、いわゆる"おやじくさい"事で娘からは嫌われている。ポール自身、娘たちのそんな反応に当初は困惑していたが、やがてそれが表面的なものであり、本当は自分が愛される存在であると知った（最後のコラムにはそのような内容が記されている）。趣味はスポーツ観戦。夢は自分の本を出版すること。シーズン2前半の撮影中に、演者のジョン・リッターが死去。それに伴い、ポールも劇中で死亡することとなり、以後登場しない。
ケイト・ヘネシー
演：ケイティ・サガール/高島雅羅
ヘネシー家の母にして、ポールの妻（後に未亡人）であり、家族でもっとも頼られる存在である。シーズン1ではポールにアドバイスするなど頼りになる描写が多かったが、ポールの死後はシングルマザーの子育てに不安をのぞかせるシーンもあった。子供とより多くの時間を過ごすことができるよう、キッズスクールの看護婦として働いている。歌を趣味としており、教会の聖歌隊にも所属していた。若い頃は、長女のブリジットのような女性だった。
ブリジット・エレン・ヘネシー
演： ケイリー・クオコ/坂本真綾
ヘネシー家の長女で、ブロンドの髪が特徴で、奔放な性格。「ライ麦畑でつかまえて」や「アンネの日記」に感銘を受けるなど、感受性が強い一面もある 。
ケリー・ヘネシー
演：エイミー・デビッドソン/入絵加奈子
ヘネシー家の次女で、髪は赤毛。姉のブリジットに比べて性格はおとなしく、強烈な皮肉屋である。また、芸術的な側面をもち、スケッチや映画に関心をもつ。そのためブリジットからはしばしば「オタク」とからかわれる。
ロリー・ジョセフ・ヘネシー
演：マーティン・スパンジャーズ/進藤一宏
ヘネシー家の長男で、三姉弟の末っ子。ブリジットのおませな所とケリーの皮肉屋な所を合わせ持つイタズラ大好き少年。2人の姉の行動を興味本意で監視しており、両親によく告げ口をしている。猿が好きでよく両親に猿を飼いたいと言っている。
ジム・イーガン
演： ジェームズ・ガーナー/小川真司
ケイトの父で、三姉弟の祖父にあたる。エンジニア職であったが、すでに定年して妻とは別居中。シーズン2のポールの死後に登場。家の修理を理由にヘネシー家に居付いてしまう。朝鮮戦争でテッド・ウィリアムズを案内した事が自慢。大学に行くとC.J.に学費を騙し取られてから、彼を嫌っている。しかし、一緒に暮らすうちにC.J.の成長を目の当たりにし、しだいに見直すようになる。シーズン2最終話で、妻とやりなおすためにフロリダへ行こうと計画していた。
C.J.
演： デヴィッド・スペード/高木渉
ポールの甥。ポールの死後、エアロスミスの追っ駆けを理由にヘネシー家にバンを止め、そこで暮らしていたが追っ駆けをやめてそのままヘネシー家に居着いてしまう。最初は自分のバンで寝てたが、ジムのタバコの不始末により燃やされてしまい、一時期は地下室のジムと同じ部屋で寝泊りをしていた。ずっと定職に就かずブラブラしていたが、失恋とケイトの励ましを機にカレッジスクールへ入学。学生寮に住むことになりヘネシー家から独立すると見られたが、すぐに舞い戻ってしまう（寮にいた頃も、スクールが近所なために食事をヘネシー家の世話になっていた）。しかし、スクールには通い続けているようで、モールの警備員などの色々な職業にもつく。C.J.がなんの略かは不明だが、ブリジットに「死ぬほど邪悪なチクリ魔」と皮肉られたことがある。
カイル
演：ビリー・アーロン・ブラウン/浪川大輔
トミーの息子。元々ブリジットの彼氏だったが、あまりにもブリジットが相手にしてくれなかったので、パーティーに来ていたケリーと仲良くなり良い交際するようになる。シーズン1では間の抜けた青年だったが、シーズン2のポールの死後、ケリーを大事にする好青年になっている。兄がマリファナ中毒に陥っているらしく、ケリーが好奇心からマリファナを持ったときには、それを改めさせる役割を担った。意外と読書好き。
トミー
演： ラリー・ミラー/野島昭生
エド・ギブ
演：アダム・アーキン
第2シーズン終盤から登場した、ブリジットとケリーの学校の新校長。ブリジットが服装規定に引っかかったことがきっかけでケイトと再会する。ケイトとは高校時代の知り合いであり、彼女のことを「当時、僕が振った女」として記憶している。一方、ケイトはエドのことを全く覚えておらず、高校時代のアルバムを見てようやく思い出していた。ケイトの記憶では「エドは私（ケイト）が振った男」であり、この食い違いで二人がもめたことがあった。
マギー
演： シビル・シェパード
第1シーズンの28・29話に登場した、ケイトの姉（ジムの娘）。ケリーそっくりの強烈な皮肉屋で、ケリーとは非常に仲が良い。夫の浮気を理由にヘネシー家にやって来て、しばらく居候する。妹のケイトとは性格が合わず、両方ともあまり好きではない。ポールの忠告で自分を変え、最終的にはブリジットのような奔放な女性に変わる。

## スタッフ
- 企画・製作総指揮 - トレーシー・ガンブル
- 製作総指揮 - フロディ・スウォレズ、トム・シャディヤック、マイケル・ボスティック
- 製作 - アラン・パデュラ
- 原作 - W・ブルース・キャメロン
- 演出 - ジェームズ・ウイドーズ
- 撮影 - ブルース・フィン
- 音楽 - ダン・フォリアート
- 脚本 - ビル・ダリー、ポール・チャンカレーリ、デービット・ディピエトロ

## DVD
本国アメリカでは2007年8月7日、ブエナビスタホームエンターテイメントからシーズン１のDVD-BOXが発売された。日本版は未発売である。

## 備考
- ファーストシーズン第16話「アヤシイ三角関係（Come and Knock on Our Door）」では、ポールの夢の中で『Three's Company』（1977〜1984年、ABCで放送されたシットコム）のセットが登場する。これはポール役を演じるジョン・リッターが『Three's Company』の出演を機に有名になったことによる。
- ロリーはセカンドシーズン第17話「アルバイトファミリー（Mall in the Family）」において、「日本国」と書かれたTシャツを着ている。また、第18話「春休みの出来事（前） （Let's Keep Going Part 2）」では、「金剛蝦」と書かれたTシャツも着ている。
- 長女のブリジット役を演じたクオコは、実際には次女ケリー役を演じたエイミーより6歳若い。